# 涅俄普托勒摩斯 (將軍)
涅俄普托勒摩斯（希臘語：Νεoπτόλεμος , ??—前321年），是亞歷山大大帝的一個軍官，根據阿利安所述，他來自埃阿喀得斯家族（Aeacidae），可能擁有摩羅西亞王室血統。
他是亞歷山大的夥友，並在前332年的加薩圍城戰中第一個攻上城牆，在亞歷山大遠征期間很少有關他的記載，可以確定他的戰功為他贏得很高的聲譽，擔任近衛軍持盾衛隊司令。在亞歷山大逝世後，他被帝國攝政佩爾狄卡斯任命為小亞美尼亞的統帥。前323年，他似乎蠢蠢欲動，可能懷有異心，因此佩爾狄卡斯開始懷疑他。在前321年，當佩爾狄卡斯遠征埃及托勒密時，命歐邁尼斯為涅俄普托勒摩斯的上司，並叮嚀歐邁尼斯特別監視他。佩爾狄卡斯的猜疑果真正確，涅俄普托勒摩斯果真與敵對的領導人安提帕特、克拉特魯斯書信接觸，並且拒絕歐邁尼斯叫他率兵會合的命令。於是歐邁尼斯立即討伐他，擊敗他的軍隊，還強迫他的馬其頓士兵發誓效忠佩爾狄卡斯。涅俄普托勒摩斯僅帶著小股騎兵逃離，並加入克拉特魯斯的軍隊。
涅俄普托勒摩斯強烈建議克拉特魯斯率軍去與歐邁尼斯軍決戰，認為歐邁尼斯軍剛經歷一場大戰，尚未恢復元氣準備下一場戰役，但克拉特魯斯軍的出現並沒有讓歐邁尼斯軍措手不及，在戰場上兩軍展開會戰。在這場激戰中，克拉特魯斯率領右翼，涅俄普托勒摩斯率領左翼，涅俄普托勒摩斯的對面即是歐邁尼斯。當兩軍交鋒，這兩位互為死敵的對手在混戰中死命尋找對方，當兩人一互相發現並展開單挑，甚至扭打到地上，在一番惡鬥下涅俄普托勒摩斯被歐邁尼斯所殺。

## 腳註
1. ↑   阿利安, 亞歷山大遠征記, ii. 27
2. ↑   君士坦丁堡的弗提一世（Photius）, Bibliotheca, cod. 82
3. ↑   西西里的狄奧多羅斯, Bibliotheca, xviii. 29-31; 普魯塔克, 希臘羅馬名人傳, "Eumenes", 4-7; 科爾奈利烏斯·奈波斯, Lives of Eminent Commanders, "Eumenes", 4; 査士丁, Epitome of Pompeius Trogus, xiii. 6, 8; 弗提一世, cod. 82, cod. 92

## 來源
- 威廉·史密斯，《希腊羅馬的神話和傳記辭典》,   "Neoptolemus (1)" （页面存档备份，存于）, 波士頓, (1867)